# Badia (Italia)
Badia (alemán Abtei, ladino Badia) es una comuna de unos 3.532 habitantes en la provincia de Bolzano. El valle, llamado Val Badia es un de los cinco en los que todavía se usa el idioma ladino, antiguo idioma romance: Según el censo de 2011, la mayoría de los residentes (94 %) hablan el ladino como lengua materna, el 4,2 % habla italiano de forma nativa y el 1,8 % alemán.

## Economía
La principal actividad económica de la comuna es el turismo, especialmente el invernal ya que cuenta con numerosas pistas de esquí como la famosa Gran Risa de La Villa y la Santa Croce.

## Galería fotográfica

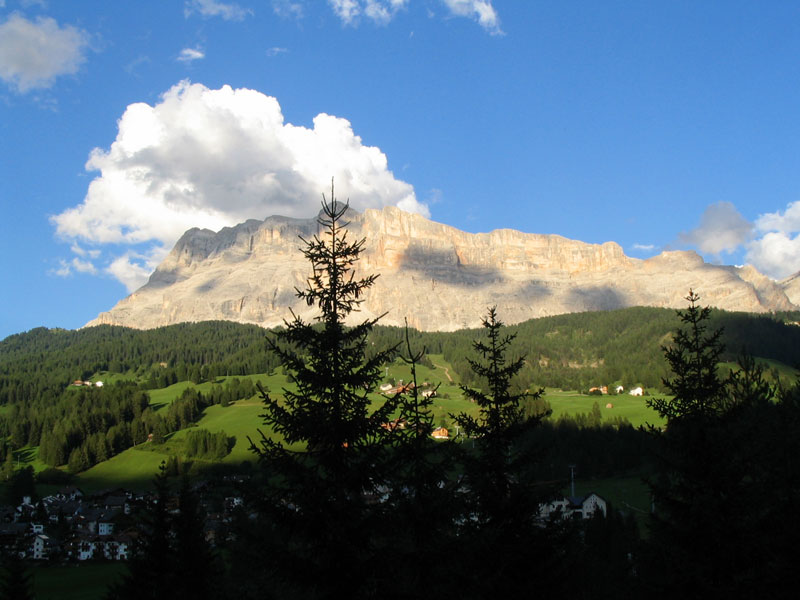
Santa Croce visto desde Pedraces
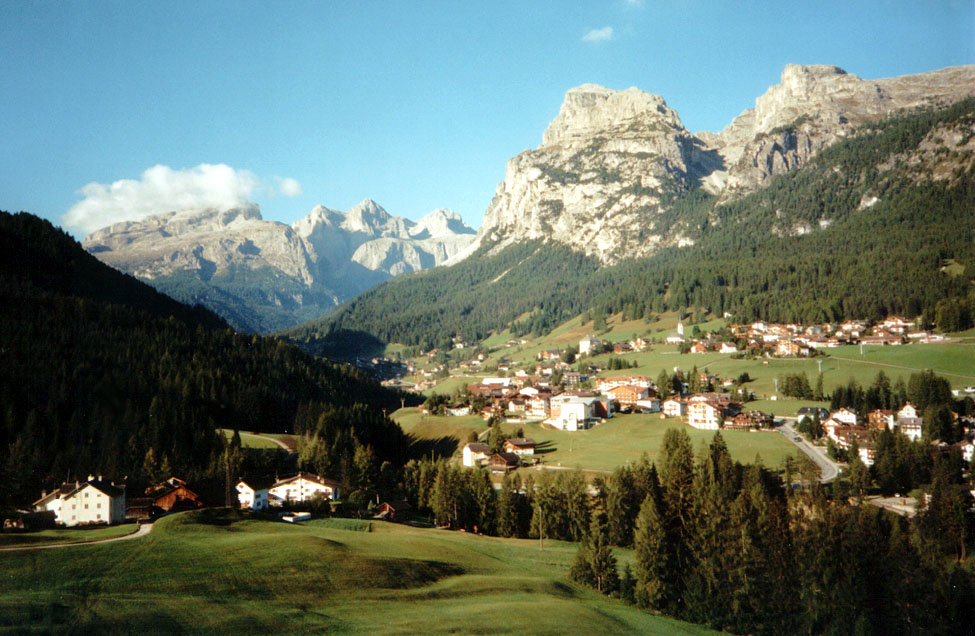
La Villa
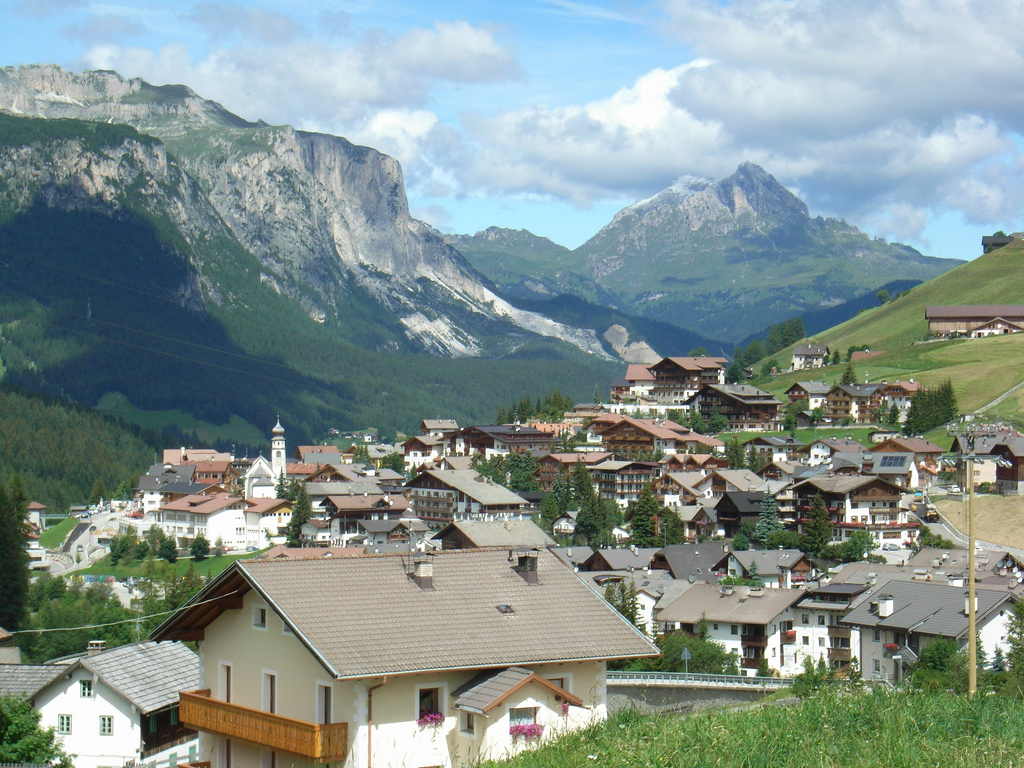
San Cassiano

## Evolución demográfica
| Gráfica de evolución demográfica de Badia entre 1861 y 2001 |
|                                                             |
| Fuente ISTAT - elaboración gráfica de Wikipedia             |